# Masłowice Tuchomskie
Masłowice Tuchomskie (deutsch Groß Massowitz; kaschubisch Wieldżé Maslowice) ist ein Dorf in der Gemeinde Tuchomie (Groß Tuchen) im Powiat Bytowski (Bütower Kreis) in der polnischen Woiwodschaft Pommern.

## Geographische Lage
Die Streusiedlung liegt in einer hügeligen Landschaft im östlichen Hinterpommern, im Borntuchener Forst, etwa 16 Kilometer westsüdwestlich von Bütow.

## Geschichte
Die Streusiedlung Groß Massowitz wurde im Zuge der Friderizianischen Kultivierungsmaßnahmen in der sogenannten Groß Tuchener Heide neu angelegt und 1751 mit 16 Bauern-Hofstellen fertiggestellt. Später entstand 3,5 km südwestlich das Dorf Klein Massowitz.
Um 1780 hatte Groß Massowitz unter Einschluss des Katens Kummerthal zwölf zerstreut liegende bäuerliche Anwesen und insgesamt 13 Feuerstellen (Haushaltungen). Die Einwohner von Groß und Klein Massowitz verfügten zusammen über 1747 Morgen und 162 Quadratruten Land und hatten außer Pass- und Marschfuhren keine Naturaldienste zu leisten.
Anfang der 1930er Jahre hatte die Landgemeinde Groß Massowitz eine Flächengröße von 5,7 km². Innerhalb der Gemeindegrenzen, wo Groß Massowitz die einzige Wohnstätte war, standen 34 bewohnte Wohnhäuser; Groß Massowitz hatte 1925 319 Einwohner, die in 54 Haushalten lebten.
Bis 1945 bildete Groß Massowitz eine Landgemeinde im Landkreis Bütow im Regierungsbezirk Köslin der preußischen Provinz Pommern des Deutschen Reichs. Die Gemeinde Groß Massowitz war dem Amtsbezirk Massowitz zugeordnet. Dieser bestand zuletzt aus den Landgemeinden Groß Massowitz, Klein Massowitz, Neuhütten  und Radensfelde.
Gegen Ende des Zweiten Weltkrieges kam es im März 1945 in der Region zu heftigen Kampfhandlungen mit der näherrückenden Roten Armee. Nach Kriegsende wurde Groß Massowitz zusammen mit ganz Hinterpommern seitens der Sowjetunion der Volksrepublik Polen zur Verwaltung überlassen. Es begann danach die Zuwanderung polnischer Zivilisten, die die einheimischen Dorfbewohner aus ihren Häusern und Gehöften drängten. Die einheimische Bevölkerung wurde bis 1946 von der polnischen Administration aus Groß Massowitz vertrieben.
Der Ort gehört heute zur Landgemeinde Tuchomie. Im Jahr 2011 wurden 144 Einwohner gezählt.

## Kirche

### Kirchspiel bis 1945
In Groß Massowitz stellten evangelische Christen die Bevölkerungsmehrheit. Bei der Volkszählung vom 1. Dezember 1871 waren unter den 275 Einwohnern 272 evangelische Christen. Diese waren nach Groß Tuchen eingepfarrt.
Die Katholiken wurden ebenfalls von Groß Tuchen aus betreut.

### Polnisches Kirchspiel seit 1945
Die seit 1945 und Vertreibung der einheimischen Dorfbewohner anwesende polnische Einwohnerschaft ist mit seltenen Ausnahmen katholisch.